# Наречений на двох (фільм, 2017)
«Наречений на двох» (фр. Jour J) — романтична комедія режисерки Рім Керісі. Стрічка вийшла в український прокат 3 серпня 2017 року; дистриб'ютором в Україні виступала компанія Kinolife.

## Сюжет
Знайшовши у кишені свого коханого візитну картку весільного агента, Алексія радіє від щастя та без вагань каже «Так!».
Але для Матіаса це також сюрприз — він не планував робити пропозицію, а візитівка — то від Джульєтти, з якою він переспав напередодні. Організовувати весілля з коханою та коханкою водночас — непроста справа!

## У ролях
- Рім Керісі — Джульєтта
- Ніколя Дювошель — Матіас
- Джулія Піатон — Алексія
- Сільві Тестю — Кларіса
- Франсуа Хав'єр Демезон — Бен
- Шанталь Лобі — Мері